# Fungiacyathus dennanti
Fungiacyathus dennanti är en korallart som beskrevs av Stephen D. Cairns och Parker 1992. Fungiacyathus dennanti ingår i släktet Fungiacyathus och familjen Fungiacyathidae. Inga underarter finns listade i Catalogue of Life.